# Saint-Victeur
Saint-Victeur és un municipi francès situat al departament del Sarthe i a la regió de País del Loira. L'any 2007 tenia 366 habitants.

## Demografia

### Població
El 2007 la població de fet de Saint-Victeur era de 366 persones. Hi havia 136 famílies de les quals 24 eren unipersonals (20 homes vivint sols i 4 dones vivint soles), 36 parelles sense fills, 64 parelles amb fills i 12 famílies monoparentals amb fills.
La població ha evolucionat segons el següent gràfic:
Habitants censats

### Habitatges
El 2007 hi havia 165 habitatges, 138 eren l'habitatge principal de la família, 16 eren segones residències i 10 estaven desocupats. 162 eren cases i 1 era un apartament. Dels 138 habitatges principals, 113 estaven ocupats pels seus propietaris, 22 estaven llogats i ocupats pels llogaters i 3 estaven cedits a títol gratuït; 1 tenia una cambra, 7 en tenien dues, 17 en tenien tres, 40 en tenien quatre i 73 en tenien cinc o més. 109 habitatges disposaven pel capbaix d'una plaça de pàrquing. A 52 habitatges hi havia un automòbil i a 79 n'hi havia dos o més.

### Piràmide de població
La piràmide de població per edats i sexe el 2009 era:
| Homes | Edats   | Dones |
| ----- | ------- | ----- |
| 0     | 95 o +  | 0     |
| 0     | 90 a 94 | 0     |
| 4     | 85 a 89 | 4     |
| 0     | 80 a 84 | 0     |
| 4     | 75 a 79 | 0     |
| 16    | 70 a 74 | 16    |
| 8     | 65 a 69 | 16    |
| 4     | 60 a 64 | 0     |
| 4     | 55 a 59 | 8     |
| 8     | 50 a 54 | 4     |
| 8     | 45 a 49 | 12    |
| 12    | 40 a 44 | 16    |
| 16    | 35 a 39 | 12    |
| 0     | 30 a 34 | 4     |
| 4     | 25 a 29 | 4     |
| 4     | 20 a 24 | 4     |
| 20    | 15 a 19 | 8     |
| 12    | 10 a 14 | 32    |
| 12    | 5 a 9   | 0     |
| 4     | 0 a 4   | 12    |

## Economia
El 2007 la població en edat de treballar era de 233 persones, 172 eren actives i 61 eren inactives. De les 172 persones actives 157 estaven ocupades (79 homes i 78 dones) i 15 estaven aturades (9 homes i 6 dones). De les 61 persones inactives 33 estaven jubilades, 17 estaven estudiant i 11 estaven classificades com a «altres inactius».

### Ingressos
El 2009 a Saint-Victeur hi havia 143 unitats fiscals que integraven 396 persones, la mediana anual d'ingressos fiscals per persona era de 16.844 €.

### Activitats econòmiques
Dels 6 establiments que hi havia el 2007, 1 era d'una empresa de fabricació de material elèctric, 3 d'empreses de fabricació d'altres productes industrials, 1 d'una empresa immobiliària i 1 d'una empresa classificada com a «altres activitats de serveis».
L'únic servei als particulars que hi havia el 2009 era una perruqueria.
L'any 2000 a Saint-Victeur hi havia 13 explotacions agrícoles.

## Poblacions més properes
El següent diagrama mostra les poblacions més properes.